# Gamaliel
Gamaliel cel Bătrân (/ɡəˈmeɪliəl, -ˈmɑː-, ˌɡæməˈliːəl/; ortografiat și Gamliel; în ebraică רבן גמליאל הזקן, transliterat: Rabban Gamliel HaZaqen; în greacă veche Γαμαλιὴλ ὁ Πρεσβύτερος), sau Rabban Gamaliel I, a fost un membru de frunte al Sinedriului la începutul secolului I d.Hr. Era fiul lui Simeon ben Hillel și nepotul marelui învățător evreu Hillel cel Bătrân. Se crede că Gamaliel a murit în anul 52 d.Hr. (AM 3813). El a fost tatăl lui Simeon ben Gamliel, care a fost numit după tatăl său, și al unei fete, care s-a căsătorit cu un preot numit Simon ben Nathanael.
În tradiția creștină, Gamaliel este recunoscut ca învățat fariseu al legii evreiești. Cartea biblică Faptele Apostolilor (scrisă în perioada anilor 80–90 d.Hr.) îl descrie pe Gamaliel ca un om cinstit de poporul evreiesc și ca învățătorul legii evreiești al apostolului Pavel (Faptele Apostolilor 22:3). Gamaliel i-a încurajat pe farisei să arate clemență apostolilor lui Isus în Faptele Apostolilor 5:34.

## În tradiția evreiască

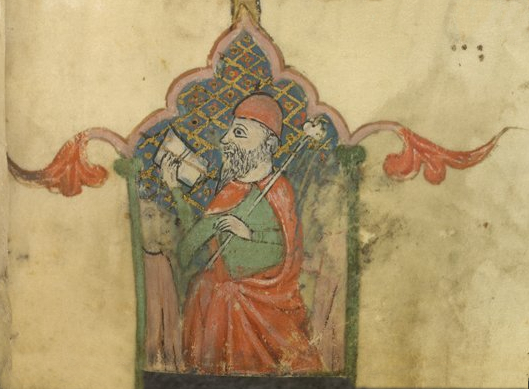
R. Gamaliel reprezentat într-o miniatură medievală.

În Talmud, Gamaliel este descris ca purtând titlurile Nasi („prinț”) și Rabban („stăpânul nostru”) în calitate de președinte al Marelui Sanhedrin din Ierusalim; deși unii contestă acest lucru, nu este nicio îndoială că el a deținut o funcție de rang înalt la Tribunalul Rabinic Suprem din Ierusalim. Gamaliel are o reputație în Mișna pentru a fi unul dintre cei mai mari profesori din toate analele iudaismului: „de când a murit Rabban Gamaliel cel Bătrân, nu a mai fost respect pentru lege, iar puritatea și evlavia au dispărut în același timp”.
Autoritatea lui Gamaliel în chestiunile de drept religios este sugerată de două anecdote mișnaice în care „regele și regina” îi cer sfatul cu privire la unele ritualuri. Identitatea regelui și reginei în cauză nu este dezvăluită, dar se crede în general că este vorba de Irod Agrippa și soția sa, Cypros Nabateana, sau de Irod Agrippa al II-lea și sora sa, Berenice.
Întrucât literatura rabinică plasează mereu în contrast școala lui Hillel cel Bătrân cu cea a lui Shammai și prezintă doar opiniile colective ale fiecăreia dintre aceste școli de gândire opuse, fără a menționa nuanțele și opiniile individuale ale rabinilor asociați lor, aceste texte nu-l înfățișează pe Gamaliel ca un cunoscător al scripturilor evreiești și nici nu îl înfățișează ca învățător. Din acest motiv, Gamaliel nu este înscris în lista grupului de persoane care au perpetuat tradiția mișnaică. În schimb, grupul de persoane este prezentat ca trecând direct de la Hillel la Yohanan ben Zakkai.
Cu toate acestea, Mișna îl menționează pe Gamaliel ca autor al câtorva legi cu privire la bunăstarea comunității și la relațiile conjugale. El susținea că legea ar trebui să protejeze femeile în timpul divorțului și că, în scopul recăsătoriei, un singur martor era o dovadă suficientă pentru moartea unui soț.
Unele texte din literatura rabinică clasică menționează, de asemenea, că Gamaliel a trimis trei epistole, concepute ca notificări ale noilor hotărâri religioase și care îl înfățișează ca șef al organului evreiesc de drept religios. Două dintre aceste trei epistole au fost trimise locuitorilor din Galileea și, respectiv, din „Darom” (sudul Iudeii) și s-au referit la obligația donării unei zecimi (ma'aser kesafim) din producția agricolă către Templul lui Dumnezeu. Cea de-a treia epistolă a fost trimisă evreilor din diaspora și aducea argumente în favoarea introducerii unei luni intercalate.

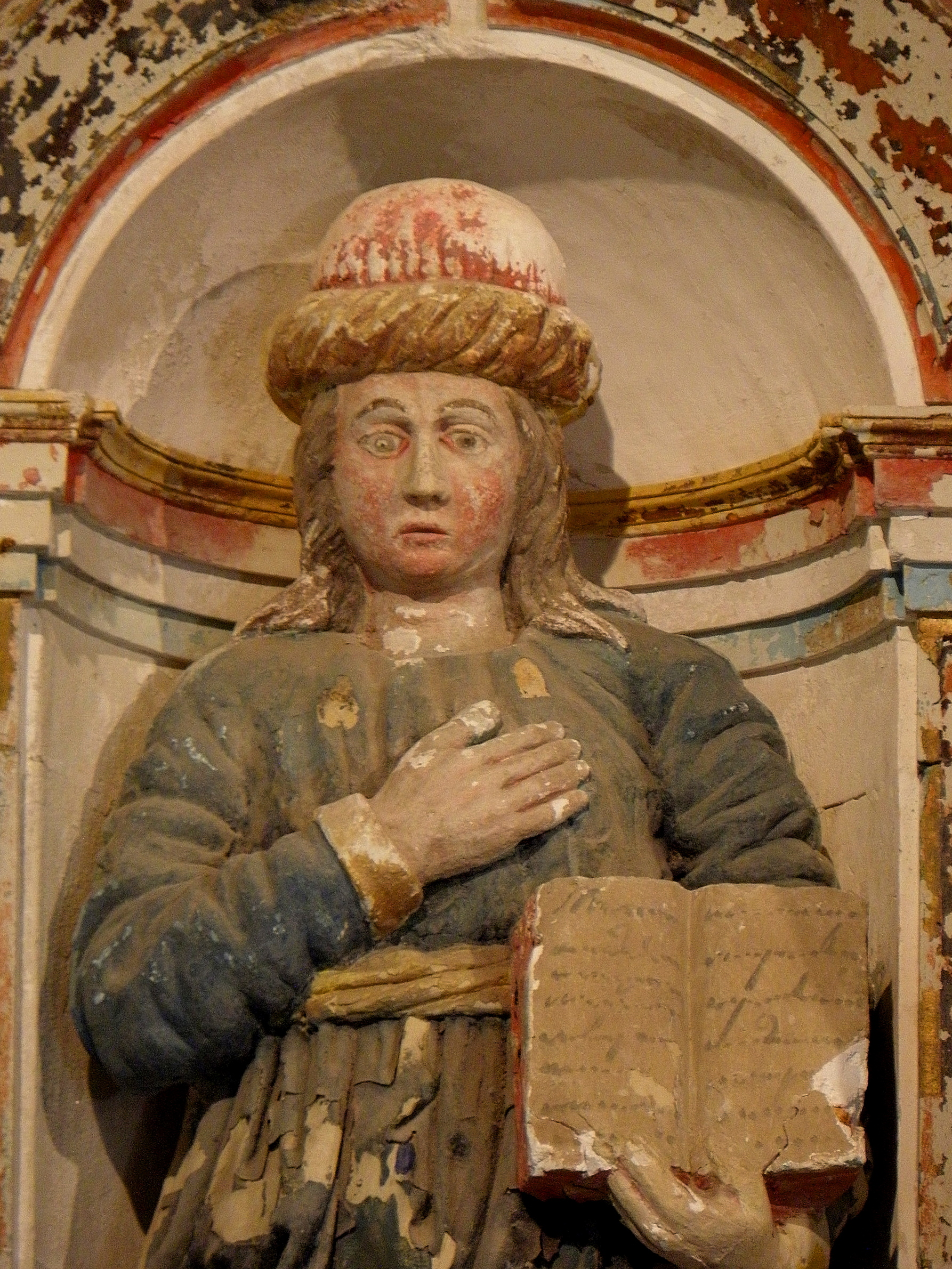
Statuia lui Gamaliel din Chapelle Saint-Nicodème de Pluméliau.

Deoarece învățăturile școlii de gândire a lui Hillel sunt prezentate în mod colectiv, există foarte puține învățături care sunt clar identificate ca aparținând lui Gamaliel. Există doar un dicton oarecum criptic, care-i compară pe ucenicii săi cu unele tipuri de pește:
Un pește ritualic impur: unul care a memorat totul, dar nu a înțeles, și este fiul unor părinți săraci.
Un pește ritualic pur: unul care a învățat și a înțeles totul și este fiul unor părinți bogați.
Un pește din râul Iordan: unul care a învățat totul, dar nu știe cum să răspundă.
Un pește din Marea Mediterană: unul care a învățat totul și știe cum să răspundă.
În unele manuscrise ale comentariului ebraic din secolul al X-lea al lui Dunash ibn Tamim cu privire la Sefer Yetzirah, autorul îl identifică pe Gamaliel cu medicul Galen. El susține că a văzut o lucrare medicală arabă tradusă din ebraică intitulată Cartea lui Gamaliel Prințul (Nasi), numit de greci Galenos. Cu toate acestea, din moment ce Galen a trăit în secolul al II-lea și Gamaliel a murit pe la mijlocul secolului I, această identificare este puțin probabilă.

### Citate
| “ | Luați-vă un rabin, evitați chestiunile îndoielnice și nu plătiți o zeciuială exagerată pe ghicite. | ” |

## În tradiția creștină

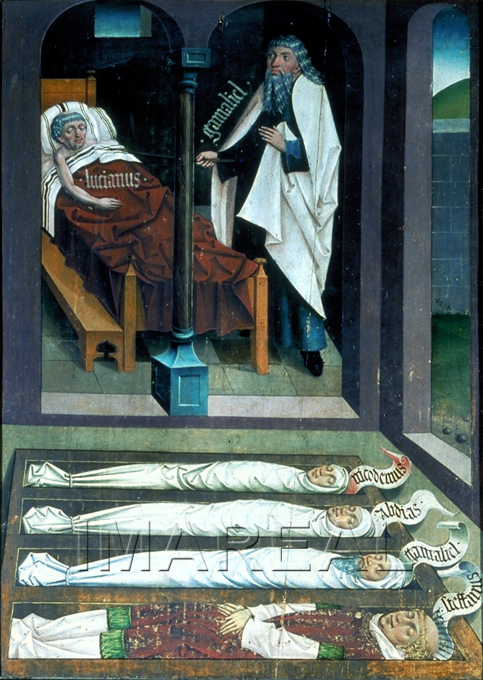
Gamaliel i se dezvăluie în vis lui Lucianus. Pictură din secolul al XV-lea.

Faptele Apostolilor îl prezintă pe Gamaliel ca fariseu și ilustru învățător al Legii mozaice (Faptele Apostolilor 5:34-40). Într-un context mai larg (vs. Faptele Apostolilor 5:17-42), se spune că Petru și ceilalți apostoli au fost aduși în fața Sanhedrinului pentru că au continuat să predice învățăturile evanghelice ale lui Isus, în ciuda faptului că autoritățile evreiești interziseseră predicarea lor. Gamaliel s-a ridicat în ședința sinedriului și i-a sfătuit pe farisei să nu-i ucidă pe apostoli, amintindu-le despre revoltele anterioare ale lui Theudas și Iuda Galileeanul, care fuseseră înăbușite rapid după moartea acestor persoane. Sfatul lui Gamaliel a fost acceptat după ce a rostit acest argument final:
| “ | Și acum zic vouă: Feriți-vă de oamenii aceștia și lăsați-i, căci dacă această hotărâre sau lucrul acesta este de la oameni, se va nimici; Iar dacă este de la Dumnezeu, nu veți putea să-i nimiciți, ca nu cumva să vă aflați și luptători împotriva lui Dumnezeu. (Faptele Apostolilor 5:38-39) | ” |

Cartea biblică Faptele Apostolilor îl descrie mai târziu pe Apostolul Pavel povestind că, deși s-a „născut în Tarsul Ciliciei”, a crescut la Ierusalim „la picioarele lui Gamaliel [și a învățat] în chip amănunțit Legea părintească” (Faptele Apostolilor 22:3). Nu sunt date detalii cu privire la învățăturile pe care Pavel le-a dobândit la școala rabinică a învățatului Gamaliel, dar se presupune că, în calitate de fariseu, Pavel era deja recunoscut la acea vreme în comunitate ca un evreu devotat. Nu se menționează, de asemenea, nici proporția în care Gamaliei a influențat creștinismul. Cu toate acestea, nu există nici o altă precizare că Gamaliel ar mai fi învățat vreodată pe cineva, dar Talmudul îl descrie pe Gamaliel ca învățând un student care a dovedit „impertinență în învățare”, ceea ce unii cercetători consideră a fi o posibilă referire la Pavel. Relația apostolului Pavel cu iudaismul continuă să facă subiectul unor dezbateri academice. Helmut Koester, profesor de teologie și istorie ecleziastică la Universitatea Harvard, se întreabă dacă Pavel a studiat sub îndrumarea acestui faimos rabin, argumentând că există un contrast semnificativ între toleranța pe care Gamaliel a dovedit-o față de creștinism și „furia ucigătoare” împotriva creștinilor pe care a arătat-o Pavel înainte de convertirea sa (Faptele Apostolilor 8:1-3).
În Evanghelia apocrifă a lui Gamaliel, el apare ca martor al învierii unui mort la mormântul lui Isus.

### Venerarea sa

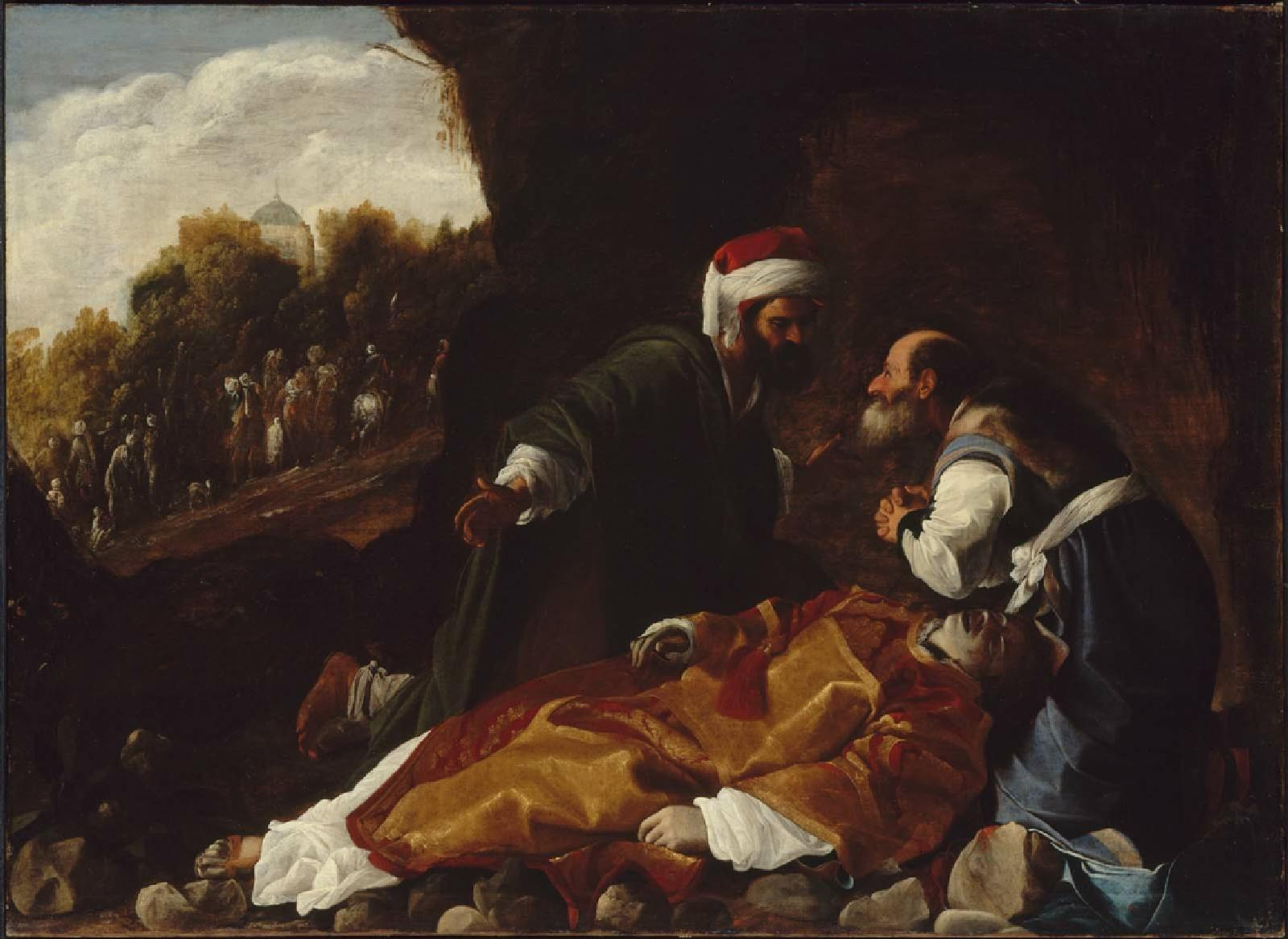
Sfântul Ștefan jelit de Sfinții Gamaliel și Nicodim, pictură realizată de un ucenic al lui Carlo Saraceni, c. 1615, Muzeul de Arte Plastice din Boston

Tradiția ecleziastică susține că Gamaliel a îmbrățișat credința creștină și explică astfel atitudinea lui tolerantă față de primii creștini. Potrivit lui Fotie I al Constantinopolului, el a fost botezat de Sfântul Petru și de Sfântul Apostol Ioan, împreună cu fiul său, Abibo (Abibas, Abibus), și cu Nicodim. Literatura clementină a sugerat că el a păstrat secretul cu privire la convertirea sa la creștinism și a continuat să fie membru al Sinedriului cu scopul de a-i ajuta pe ascuns pe confrații săi creștini. Unii cercetători biblici consideră că tradițiile au fost falsificate și că pasajul în care este menționat Gamaliel nu precizează implicit sau explicit că el a devenit creștin.
Biserica Ortodoxă îl venerează pe Gamaliel ca sfânt, prăznuindu-l pe 2 august, data la care tradiția susține că moaștele sale au fost găsite, alături de cele ale Sfântului protomartir Ștefan, ale lui Abibas (fiul lui Gamaliel) și ale lui Nicodim. Calendarul liturgic tradițional al Bisericii Catolice sărbătorește ziua descoperirii moaștelor dreptului Gamaliel pe 3 august. Se spune că trupul său a fost descoperit, printr-un miracol, în secolul al V-lea și a fost transportat în Catedrala din Pisa.
Gamaliel este menționat în documentul catalan din secolul al XV-lea intitulat Actele lui Llàtzer.

## Legături externe
- Gamaliel în Enciclopedia Evreiască
- Perspective privind conducerea transformațională în Sanhedrinul iudaismului antic